# Франсиско Льоренте
Франсиско Льоренте Хенто (ісп. Paco Llorente Gento, нар. 21 травня 1965, Вальядолід) — іспанський футболіст, що грав на позиції півзахисника.
Виступав за клуби «Атлетіко», «Реал Мадрид» та «Компостела», а також провів одну гру за національну збірну Іспанії.

## Клубна кар'єра
У дорослому футболі дебютував 1985 року виступами за резервну команду мадридського «Атлетіко», «Атлетіко Мадриленьйо», в якій провів один сезон, взявши участь у 31 матчі Сегунди. Після цього став виступати за основну команду «Атлетіко» і 5 квітня 1986 року він дебютував у Ла Лізі в матчі проти «Лас-Пальмаса» (1:0). З сезону 1986/87 став основним гравцем команди.
1987 року уклав контракт з клубом «Реал Мадрид», який очолював Лео Бенгаккер. У «Реалі» Пако дебютував 29 серпня 1987 року в матчі з «Кадісом» (4:0) і протягом перших трьох сезонів він, як правило, стабільно виходив на поле, хоча і був дублером зіркової пари нападників Еміліо Бутрагеньйо—Уго Санчес. У сезоні 1989/90, з приходом нового головного тренера Джона Тошака, ігровий час Пако ріщко скоротився, втім він і надалі залишався у команді, а під керівництвом тренера Беніто Флоро навіть грав на позиції правого захисника. Покинув столичний клуб лише у 1994 році і виграв до того часу тричі  чемпіонат Іспанії в 1988, 1989 і 1990 роках, двічі завоював Кубок короля (1990, 1993) і чотири рази Суперкубок Іспанії (1988, 1989, 1990, 1993).
Після цього став гравцем новачка Ла Ліги, клубу «Компостела», за який виступав протягом 1994—1998 років, зігравши у всіх чотирьох сезонах команди у вищому дивізіоні Іспанії, аж до вильоту в сезоні 1997/98, після чого завершив ігрову кар'єру.

## Виступи за збірну
18 листопада 1987 року в Севільї провів свій єдиний матч у складі національної збірної Іспанії в грі відбору на чемпіонат Європи 1988 року проти Албанії (5:0), в якому забив один з голів своєї команди.

## Титули і досягнення
- Чемпіон Іспанії (3):

«Реал Мадрид»: 1987–88, 1988–89, 1989–90
- Володар Кубка Іспанії (2):

«Реал Мадрид»: 1988–89, 1992–93
- Володар Суперкубка Іспанії (4):

«Реал Мадрид»: 1988, 1989, 1990, 1993

## Особисте життя
Пако Льоренте походить зі спортивної сім'ї: крім його дядька Франсіско Хенто, легендарного футболіста «Реала», його три брати були також професіональними спортсменами: Хосе Луїс (нар. 1959) і Антоніо "Тоньїн" (нар. 1963) грали в баскетболі у вищому дивізіоні протягом більш ніж одного десятиліття (у тому числі в БК «Реал Мадрид»), а наймолодший брат, Хуліо Льоренте, був футболістом і з 1988 по 1990 рік грав разом із Франсиско у «Реалі».
Син, Маркос Льоренте, також став професіональним футболістом і грав за «Реал».